# 메나이브리지

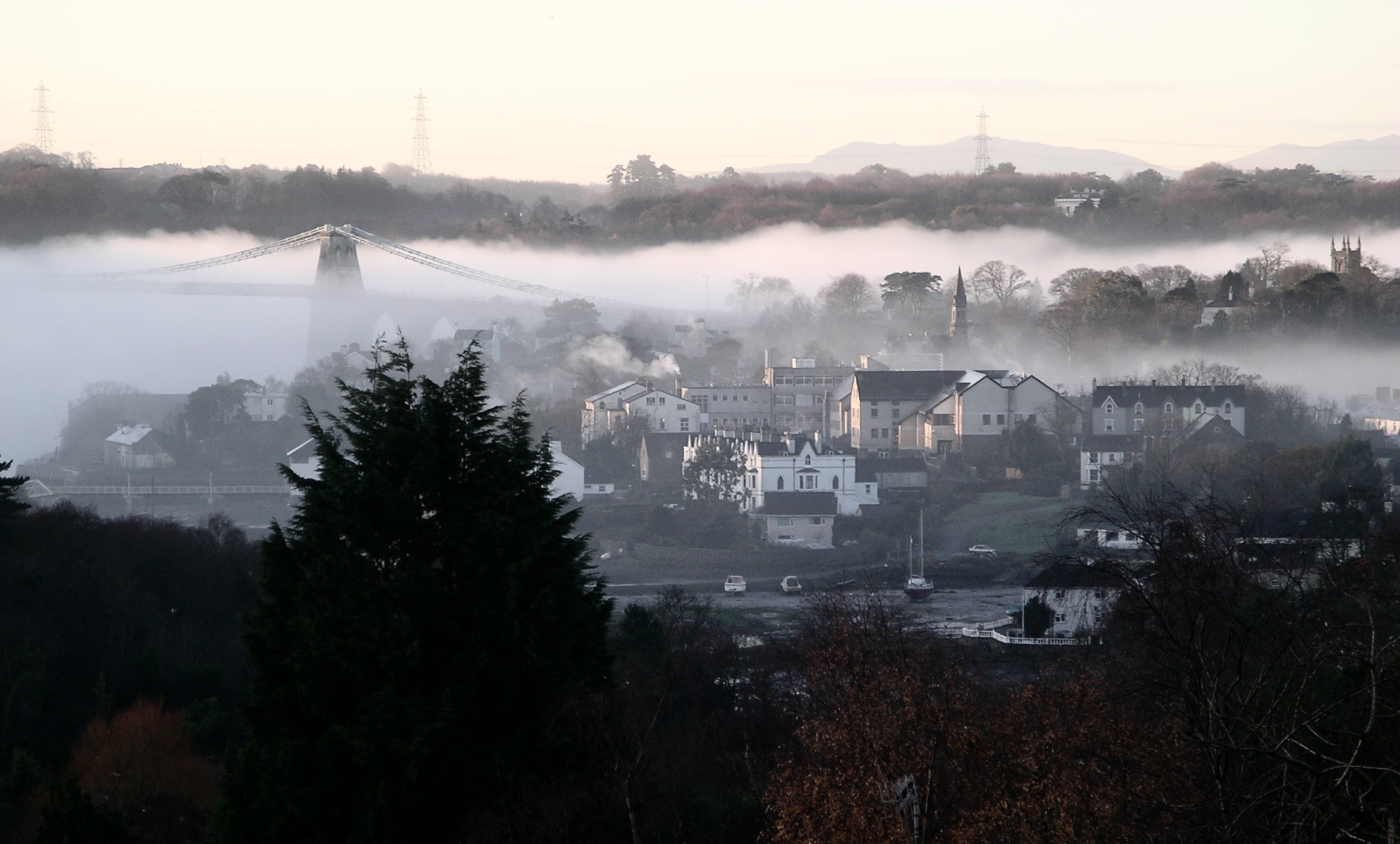
메나이브리지

메나이브리지(영어: Menai Bridge, 웨일스어: Porthaethwy)는 웨일스 북서쪽 앵글시섬에 있는 마을이다. 메나이 해협을 내려다보고 있으며 메나이 현수교 옆에 있다. 인구는 3,376명이다.
마을에는 교회섬을 비롯한 많은 섬이 있다.